# Paul Revere
Paul Revere (North End, Boston, Massachusettsi-öböl, Brit-Amerika, 1734. december 21. – Boston, 1818. május 10.) amerikai ezüstkovács, vésnök, korabeli iparmágnás és az amerikai forradalom egykori hazafija.
41 évesen Revere már jómódú, befutott és prominens bostoni ezüstműves volt. Ő segített megszervezni egy titkosszolgálati és riasztórendszert a brit hadsereg megfigyelésére. Revere később massachusettsi katonatisztként szolgált, bár szolgálata az amerikai függetlenségi háború egyik legkatasztrofálisabb hadjárata, a Penobscot-expedíció után ért véget, amely miatt felmentették a vádak alól. 
A háború után Revere visszatért ezüstműves szakmájához. A bővülő vállalkozásából származó nyereségből finanszírozta vasöntéssel, bronz harang- és ágyúöntéssel, valamint rézcsavarok és tüskék kovácsolásával kapcsolatos munkáját. 1800-ban ő lett az első amerikai, aki sikeresen hengerelt rézlemezeket, amelyeket hadihajók burkolataként használtak.

## Élete
Revere a bostoni North Endben született 1734. december 21-én, az akkor használatos régi naptár szerint, vagy 1735. január 1-jén, a modern naptár szerint. Apja, Apollos Rivoire francia hugenotta származású, aki 13 éves korában érkezett Bostonba, és John Coney ezüstművesnél tanult. Mire 1729-ben feleségül vette Deborah Hitchbornt, egy nagy múltú bostoni család tagját, aki egy kis hajóállomás tulajdonosa volt, Rivoire Paul Revere-re angolosította a nevét. A fiuk, Paul Revere volt a harmadik a 12 gyermek közül, és végül a legidősebb túlélő fiú.

## Fordítás
- Ez a szócikk részben vagy egészben  a   Paul Revere című angol Wikipédia-szócikk fordításán alapul.  Az eredeti cikk szerkesztőit annak laptörténete sorolja fel. Ez a jelzés csupán a megfogalmazás eredetét és a szerzői jogokat jelzi, nem szolgál a cikkben szereplő információk forrásmegjelöléseként.